# White Aryan Rebels
White Aryan Rebels war eine rechtsextreme Band aus Berlin, die dem Hatecore zugeordnet wird. Die Band hatte radikale Texte, die zum Mord an Andersdenkenden aufriefen. Ein Lied der Band war ausschlaggebend für den Dokumentarfilm Roots Germania (2007).

## Hintergrund
Die offen neonazistische Gruppe veröffentlichte 2001 das Album Noten des Hasses, das am 28. April 2001 von der Bundesprüfstelle für jugendgefährdende Medien indiziert wurde. Die Texte der CD erreichten nach Meinung von Experten eine „neu[e] Qualität der Gewaltpropaganda“. In den Texten wird unter anderem zum Mord an Alfred Biolek, Rita Süssmuth, Michel Friedman und den brandenburgischen Generalstaatsanwalt Erardo Rautenberg aufgerufen. Die Texte des Albums erfüllen den Tatbestand der Volksverhetzung und sind antisemitisch, homophob und rassistisch.
Die CD soll in Polen gepresst worden und über die deutsch-polnische Grenze bei Guben wieder eingeschmuggelt worden sein. Etwa 3.000 Exemplare des Albums sind in den Umlauf gekommen. Verantwortlich für die konspirativ hergestellte CD war der Neonazi Lars Burmeister aus Berlin, der mit Hilfe einiger Gastmusiker für Texte und Musik verantwortlich zeichnet. Er wurde zu einer Gesamtstrafe von einem Jahr und 10 Monaten auf Bewährung verurteilt.
Die CD sorgte für Aufsehen, da mindestens zwei V-Männer des Verfassungsschutzes an dem Vertrieb der CD beteiligt waren. Der V-Mann Toni Stadler aus Guben wurde am 20. Juli 2002 bei einer Razzia der Polizei verhaftet. Der 27-jährige Mann war als V-Mann des Verfassungsschutzes in Potsdam gemeldet und sollte sowohl als Musiker als auch als Herausgeber an der CD beteiligt gewesen sein. Während der Verfassungsschutz in Potsdam davon sprach, dass eine ihrer besten Quellen enttarnt worden wäre, warf der Berliner Verfassungsschutz seinen Kollegen vor, einen Straftäter gedeckt zu haben. Zugleich berichteten diverse Medien kritisch über die Arbeitsweise des Verfassungsschutzes, der angeblich die Produktion der CD gefördert haben sollte.
Die Kritik der Medien am Vorgehen des Verfassungsschutzes wurde jedoch zurückgewiesen. Stadler wurde wegen Volksverhetzung, Gewaltdarstellung und Verwendung verfassungswidriger Kennzeichen zu zwei Jahren auf Bewährung verurteilt. Einer Beteiligung des Verfassungsschutzes an der Herstellung der CD, sowie einer Beteiligung von Stadler als Musiker an der CD, widersprach der brandenburgische Verfassungsschutz. Auch das Gerichtsverfahren gegen Toni Stadler machte deutlich, dass dieser „an Komposition, Einspielung und Pressung der CD nicht beteiligt war“. Vielmehr sollen ihm von Bandkopf Lars Burmeister 2.000 Euro zur Verfügung gestellt worden sein, um eine Zweitauflage der CD pressen zu lassen. Dieses Geld hätte er auf Drängen des Verfassungsschutzes jedoch wieder zurückgegeben. Schwere Vorwürfe erhob das Innenministerium gegenüber Staatsanwalt und LKA, die ohne Absprache eine ihrer Quellen enttarnt und Fehlinformationen an die Presse weitergeleitet haben sollen.
Im Rahmen des Prozesses gegen die rechtsextreme Band Landser wurde mit dem Hammerskin Mirko Hesse ein zweiter V-Mann enttarnt, der am Vertrieb der CD beteiligt war. Er hatte mit Toni Stadler bereits bei der CD Ran an den Feind zusammengearbeitet, für die Stadler das Booklet drucken ließ. Wegen seiner Beteiligung am Vertrieb sowie illegalen Waffenbesitzes wurde er zu vier Jahren Haft verurteilt.
Die Fernsehmoderatorin Mo Asumang wurde auf der CD mit dem Tod bedroht. „Die Kugel ist für Dich, Mo Asumang!“ lautete die Textzeile im Lied Die Kugel ist für dich. Als Reaktion auf diese Morddrohung drehte sie den Film Roots Germania, in dem sie ihre afrodeutschen Wurzeln erforschte und nach Ghana reiste.

## Diskografie
- 2001: Noten des Hasses (Album)